# Nikko-Ahorn
Der Nikko-Ahorn (Acer maximowiczianum) ist eine Pflanzenart aus der Gattung der Ahorne (Acer) innerhalb der Familie der Seifenbaumgewächse (Sapindaceae). Das natürliche Verbreitungsgebiet liegt in Japan und China.

## Beschreibung

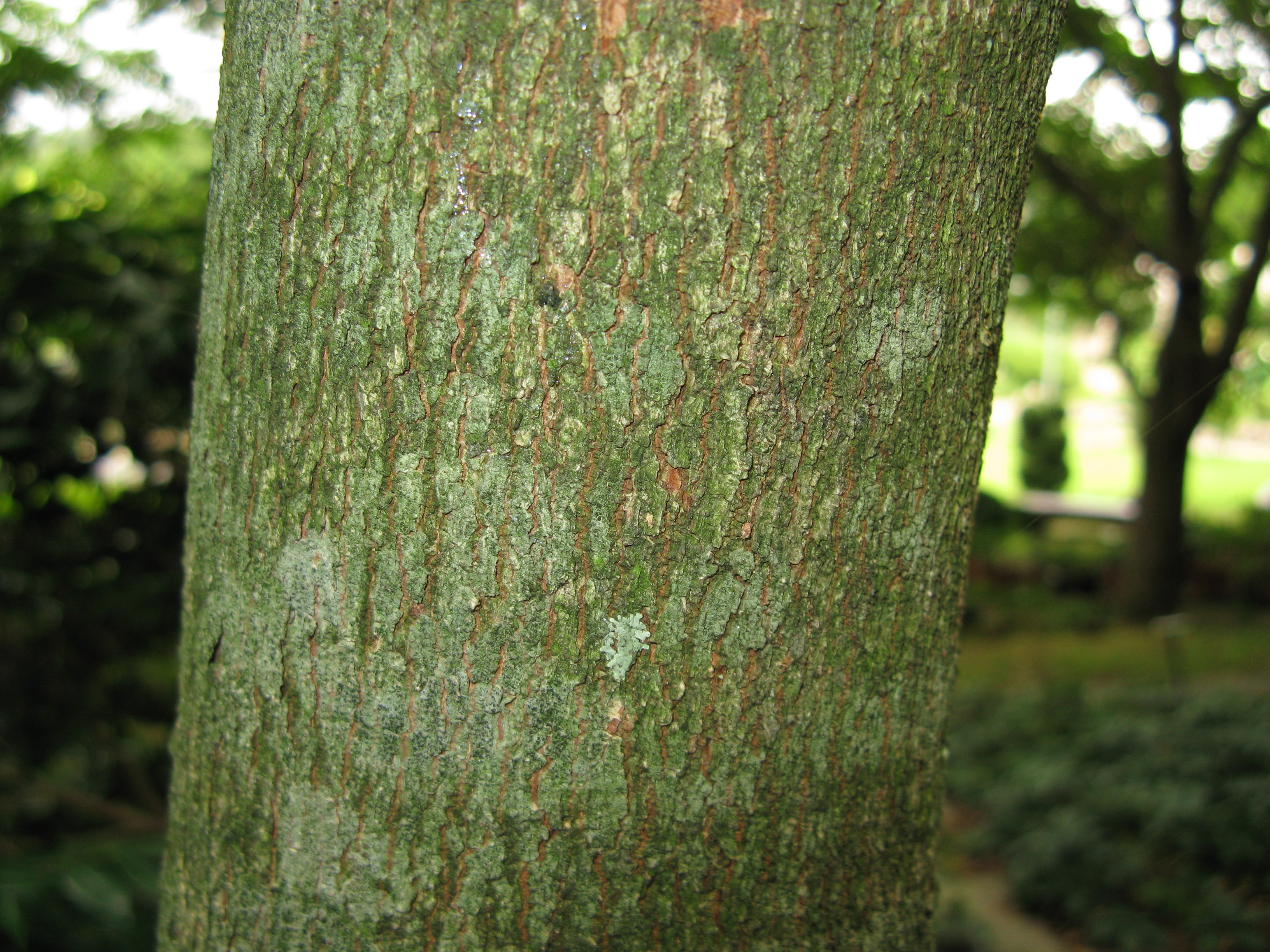
Stamm mit Borke

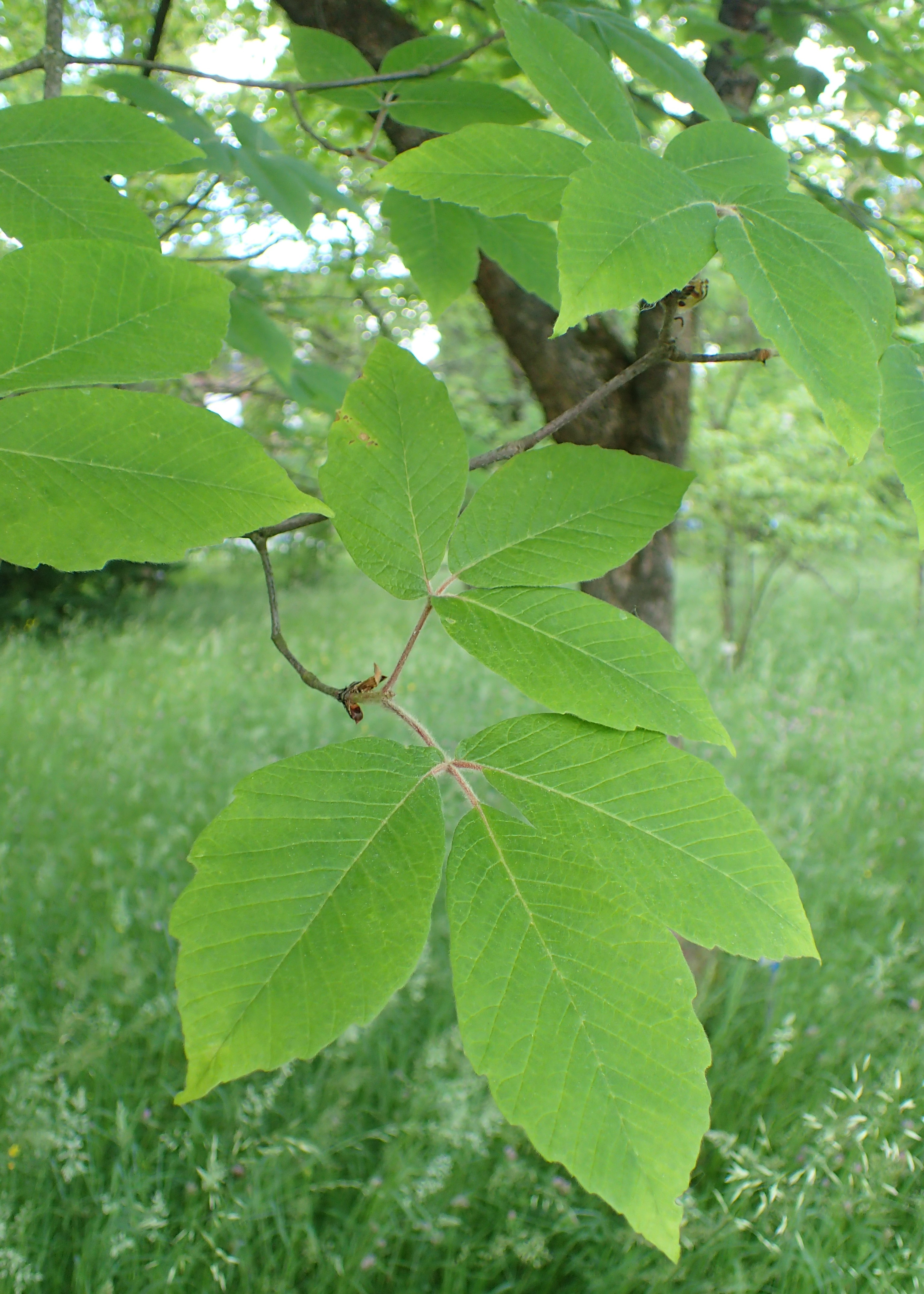
Gestielte, dreizählig Laubblätter

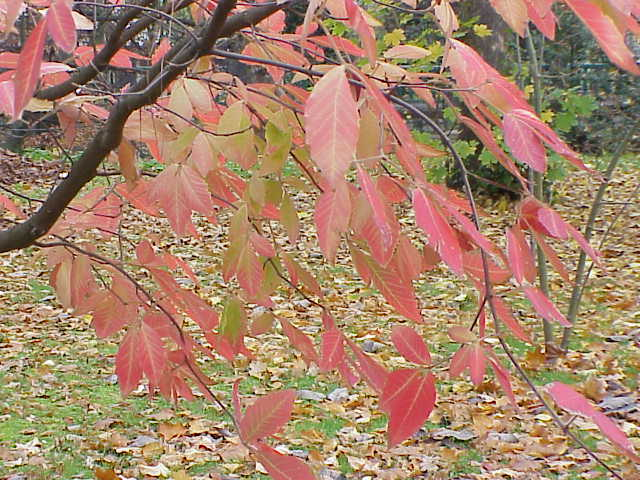
Zweig mit Blättern in Herbstfärbung

### Vegetative Merkmale
Der Nikko-Ahorn ist ein sommergrüner, kleiner Baum, der Wuchshöhen von 10 bis über 15 Metern erreicht. Die Baumkrone ist abgeflacht. Der Stammdurchmesser erreicht über 45 Zentimeter. Die graue Rinde und bis zum zweiten Jahr dicht bräunlich behaart. Die relativ glatte Borke ist bräunlich bis gräulich und manchmal mehr oder weniger abblätternd bis feinrissig.
Die gegenständig an den Zweigen angeordneten Laubblätter sind in Blattstiel und -spreite gegliedert. Der Blattstiel ist bis 5 Zentimeter lang und dicht bräunlich behaart und oft rötlich, wie auch die Blättchenstiele. Die dreizähligen Blattspreite besteht auf drei Blättchen. Die dicklichen, leicht ledrigen Blättchen sind bei einer Länge von 7 bis 14 Zentimetern sowie einer Breite von 3 bis 6 Zentimetern eiförmig bis verkehrt-eiförmig oder elliptisch, lanzettlich mit spitzem bis zugespitztem oberen Ende, ganzrandig oder mehr oder weniger gekerbt bis gesägt. Das Endblättchen ist länger gestielt, die seitlichen nur kurz. Die Blättchoberseite ist matt gelblich-grün und leicht auf der Mittelader behaart, die -unterseite ist heller sowie, vor allem auf den Adern, mehr oder weniger weiß und zottig behaart. Die Laubblätter treiben relativ spät aus und färben sich im Herbst scharlachrot.

### Generative Merkmale
Der Nikko-Ahorn ist zweihäusig getrenntgeschlechtig (diözisch). Die Blütezeit liegt im Mai. Meist drei bis fünf Blüten befinden sich in behaarten, zymösen Gruppen in kurz gestielten Büscheln oder Schirmrispen.
Die kleine, nickende, gelblich-grüne und gestielte und funktionell eingeschlechtliche Blüte ist radiärsymmetrisch und fünfzählig mit doppelter Blütenhülle. Die Blütenstiele sind dicht behaart. Es sind acht vorstehende Staubblätter ausgebildet. Der Fruchtknoten ist behaart mit relativ langem Griffel. Es ist jeweils ein kahler Diskus vorhanden. Bei weiblichen Blüten sind Staminodien mit Antheroden vorhanden, bei männlichen ein Pistillode.
Die gelblich-braunen, einsamigen Flügelnussfrüchte sind 3 bis 4,5 Zentimeter lang, die Nüsschen sind dick und dicht borstig behaart. Die Flügel der zweiteiligen Spaltfrüchte sind spitz- bis stumpfwinklig gespreizt und nach innen gebogen. Die Früchte reifen im September.

## Vorkommen
Das Verbreitungsgebiet liegt auf den japanischen Inseln Honshū, Kyushu sowie Shikoku und in den chinesischen Provinzen Anhui, Hubei, Jiangxi sowie Zhejiang.
Acer maximowiczianum wächst in Höhenlagen von 1000 bis 1800 Metern in kühlfeuchten Wäldern, auf frischen bis feuchten, durchlässigen, mäßig nährstoffreichen, sauren bis neutralen, sandig- oder kiesig-humosen Böden an licht- bis halbschattigen Standorten. Der Nikko-Ahorn ist wärmeverträglich und empfindlich auf einen höheren Kalkgehalt.

## Systematik
Die Erstbeschreibung von Acer maximowiczianum erfolgte 1867 durch Friedrich Anton Wilhelm Miquel in den Archives Neerlandaises des Sciences Exactes et Naturelles. Ein Synonym für Acer maximowiczianum Miq., das auch in der Flora of China verwendet wird, ist Acer nikoense hort. non Maxim.
Die Art Acer maximowiczianum gehört zur Serie Grisea aus der Sektion Trifoliata in der Gattung Acer. 

## Verwendung
Der Nikko-Ahorn wird selten aufgrund seiner beeindruckenden Herbstfärbung als Ziergehölz verwendet.